# Zuzu

Mapa hetyckiej Anatolii z położeniem miasta Nesa/Kanesz

Zuzu – król anatolijskiego miasta Nesa (het. Neša, asyr. Kaniš, obecnie stanowisko Kültepe w Turcji), panujący najprawdopodobniej w 1 połowie XVIII wieku p.n.e. Jego imię wymieniają dwa dokumenty pochodzące z istniejącej na obrzeżach tego miasta w XIX-XVIII wieku p.n.e. asyryjskiej kolonii kupieckiej (karum Kanesz). Odkryte one zostały w warstwie Ib, odpowiadającej późnej fazie istnienia kolonii (1 połowa XVIII wieku p.n.e.). W obu tekstach Zuzu nie nosi tytułu króla Nesy, lecz tytuł „wielkiego króla Alahziny”, co zdaje się wskazywać, iż był obcym władcą, który dokonał podboju tego miasta, odsuwając od władzy miejscowego króla (najprawdopodobniej Anittę lub Peruwę). Obecność imienia Zuzu w dokumentach z karum jest dowodem na to, że kolonia kupiecka nie ucierpiała i wciąż istniała po zajęciu przez niego Nesy.